# Fabian Society

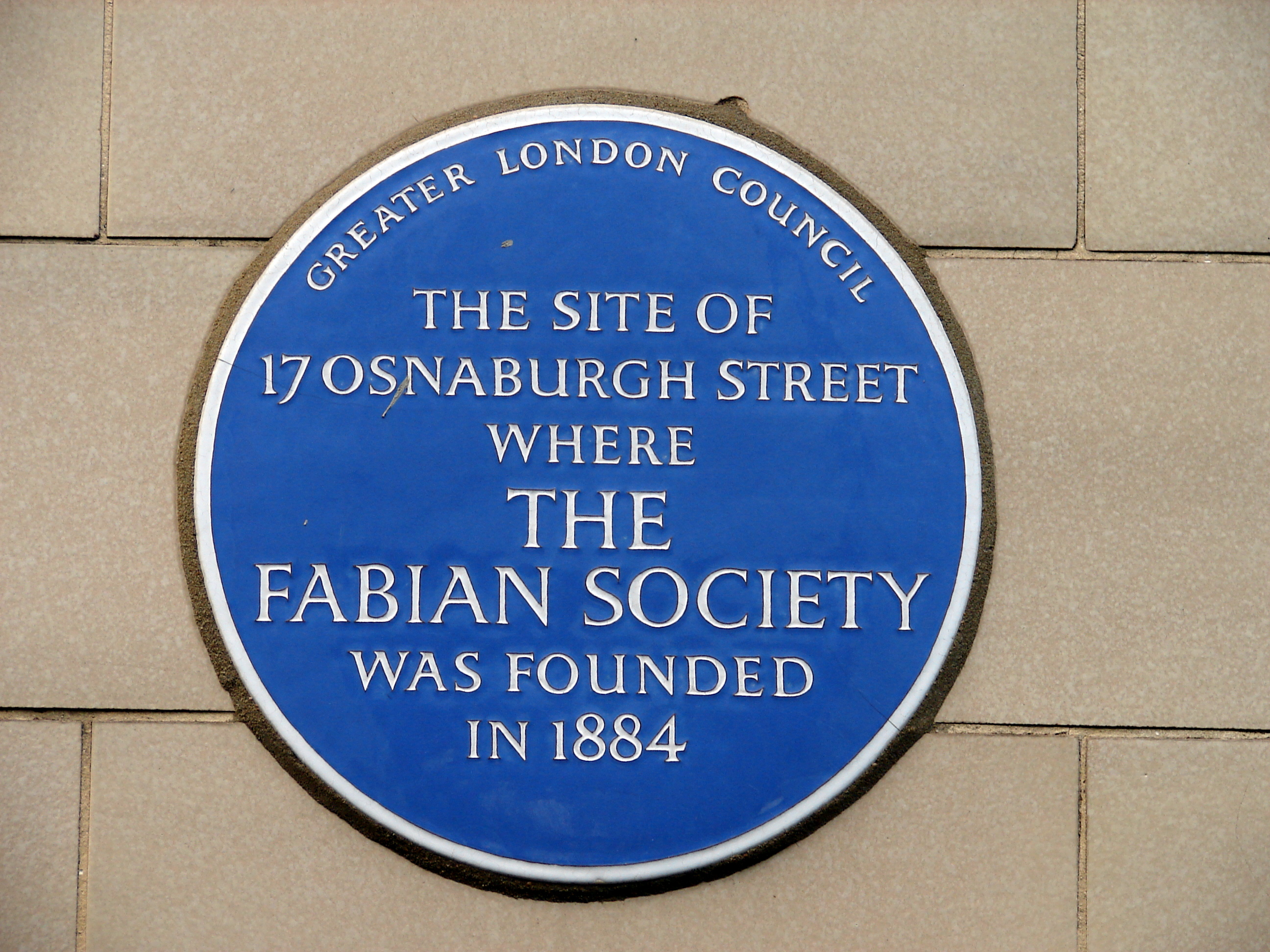
Plaquette op plaats van oprichting.

De Fabian Society is een op 4 januari 1884 opgericht Brits reformistisch-socialistisch gezelschap van intellectuelen dat in het laat-Victoriaanse Engeland ijverde voor verbetering van het lot der arbeidersklasse. Ze richtten zich vooral tot andere intellectuelen, en vermeden het contact met de werkende stand of de vakbonden. Toch stonden enkele Fabians aan de basis van de Labour Party.  Tot de leden behoorden onder anderen George Bernard Shaw, Beatrice Potter en Sidney Webb, H.G. Wells, Annie Besant, Emmeline Pankhurst, Bertrand Russell en John Maynard Keynes. Ook de Indiase premier Nehru liet zich sterk inspireren door fabianistische ideeën.
Belangrijke speerpunten van de vroege beweging waren onder andere de nationalisering van grond en het voeren van een protectionistische economische politiek.
De Society was vernoemd naar de Romeinse veldheer Quintus Fabius Maximus Cunctator, die Hannibal effectief wist te bestrijden tijdens de Tweede Punische Oorlog met zijn voorzichtige manier van oorlogvoering.

## Streefdoelen
De Fabian Society streeft naar de bevordering van:
- grotere gelijkheid van macht, rijkdom en kansen
- de waardering van collectieve actie en openbare dienstverlening
- een verantwoordelijke, tolerante en actieve democratie
- burgerschap, vrijheid en mensenrechten
- duurzame ontwikkeling
- multilaterale, internationale samenwerking